# Hauia
Gli Hauia (in Somalo “Hawiye”) sono una tribù del gruppo etnico somalo, che vivono nel sud e nel centro del Paese, ma anche in Kenya e Etiopia, così come in altre comunità internazionali. 
Secondo la Inter-Services Intelligence, gli Hauia sono il gruppo più numeroso della Somalia, anche se la commissione d'inchiesta Turk sulla Somalia indica al loro posto quello dei Darod.